# Rathaus Schrobenhausen

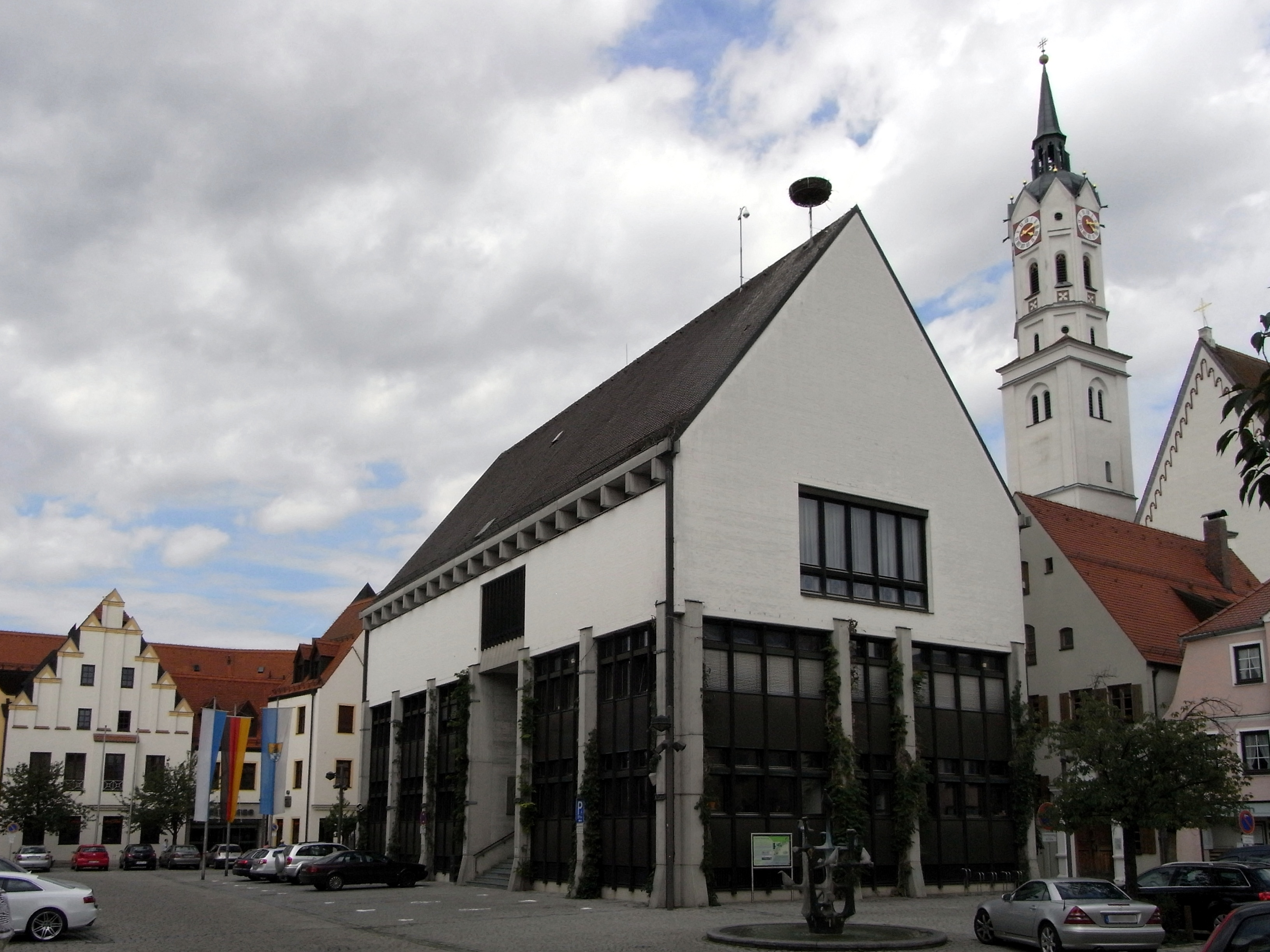
Blick vom Lenbachplatz

Das Rathaus von Schrobenhausen, einer Stadt im oberbayerischen Landkreis Neuburg-Schrobenhausen, wurde 1969 nach Plänen von Peter Buddeberg errichtet und ist unter der Aktennummer D-1-85-158-147 in der Denkmalliste Bayern eingetragen.

## Baugeschichte und Architektur
Das Rathaus wurde zwischen 1968 und 1969 erbaut. Der Vorgängerbau stand an identischer Stelle und der Neubau trägt so eine historische und städtebauliche hohe Bedeutung. Es handelt sich um ein dreigeschossiges, in Stahlbetonskelettbauweise errichtetes Gebäude mit steilem Satteldach. Das Ziegelmauerwerk im zweiten Obergeschoss und an den Giebelfassaden ist geschlämmt. Pfeilerartige Sichtbetonelemente gliedern die ersten beiden Geschosse, dazwischen befindet sich die Belichtung der Räume.

## Baudenkmal
Das Rathaus steht unter Denkmalschutz und ist im Denkmalatlas des Bayerischen Landesamtes für Denkmalpflege und in der Liste der Baudenkmäler in Schrobenhausen eingetragen.